# 陳輝洪
陳輝洪（1932年5月5日—2009年10月2日），綽號「新馬洪」。香港足球運動員、教練。球員時代效力於東方、東華、傑志、東昇、元朗等球隊。他曾代表中華民國參加多項國際足球賽，曾獲得1954年馬尼拉亞運、1958年東京亞運足球金牌。1960年曾參加羅馬奧運。
1969年被香港足球總會送到日本參加克藍瑪主持的足球教練訓練班，其後擔任精工、香港足球代表隊、俠士教練。